# كريستينا كوك (متزحلقة)
كريستينا كوك هي متزحلقة نمساوية، ولدت في 7 أغسطس 1995.